# Florestan Fernandes
Florestan Fernandes (São Paulo, 22 de julho de 1920 – São Paulo, 10 de agosto de 1995) foi um sociólogo, etnólogo, intelectual e político brasileiro, patrono da sociologia brasileira sob a lei nº 11 325. Foi um dos intelectuais brasileiros mais influentes do século XX, com contribuições notórias para o estudo do racismo, dos direitos humanos e da desigualdade social no país. De orientação marxista, sua obra é considerada o marco inicial da sociologia crítica brasileira. Em seu nome foram batizados auditórios, escolas, centros de estudantes e bibliotecas, como a da Universidade de São Paulo, e diversos edifícios públicos.
Florestan teve uma trajetória peculiar para um acadêmico brasileiro: de origens humildes, trabalhou desde a sua infância, como engraxate e garçom enquanto cursava a escola primária. Segundo ele, sua formação acadêmica nunca se sobrepôs que ele chamou de sua formação humana, adquirida nas relações pessoais por trabalhar durante sua infância e adolescência.
Ele produziu uma sociologia crítica que atravessou as paredes da universidade e o acompanha numa vida de
intenso debate público e militância política. Também foi deputado federal pelo Partido dos Trabalhadores, e participou da Assembleia Nacional Constituinte. Recebeu o Prêmio Jabuti em 1964, pelo livro Corpo e Alma do Brasil e foi agraciado postumamente em 1996 com o Prêmio Anísio Teixeira.

## Biografia

### Origem e primeiros anos
Segundo seus próprios relatos, Florestan Fernandes teve, ainda criança, o interesse pelos estudos despertado principalmente pela diversidade dos lugares onde passou sua infância. Afilhado de Hermínia Bresser, filha da professora abolicionista Anna Bresser, Florestan reconhecia a importância da madrinha na ajuda para estudar: 
"O fato é que embora eu não estudasse organizadamente, pelo fato de ter nascido na casa de dona Hermínia Bresser de Lima aprendi o que era livro, a importância de estudar e com pouco mais de seis anos adquiri uma disciplina".
"Na casa de minha madrinha, uma senhora da família Bresser que falava francês, tocava piano [...] Lá aprendi a ler.
"Visitava frequentemente a minha madrinha. No dia do meu aniversário, ou então, na época de Natal, quase sempre ela ia me visitar de automóvel – ela tinha um chofer com libré etc. – para levar um presente. Então, essa era a única alegria que eu tinha durante o ano."
Filho de mãe solteira, não conheceu o pai. O avô materno trabalhou como colono numa fazenda no interior de São Paulo, tendo morrido por tuberculose, e a mãe, imigrante portuguesa, após se mudar para a capital paulista, trabalhou como empregada doméstica. Ganhou o nome do motorista alemão de sua madrinha, amigo de sua mãe. Começou a trabalhar, como auxiliar numa barbearia aos seis anos de idade. Também foi engraxate. Viveu entre a "grande casa" de Dona Hermínia e cortiços, em diversos pontos da cidade. Situação que motivou a solicitação de sua tutela por sua madrinha, buscando dar-lhe melhores condições, mas negado por sua mãe.
Estudou até o terceiro ano do primeiro grau. Só mais tarde, voltaria a estudar, fazendo curso de madureza, estimulado por frequentadores do Bar Bidu, no centro de São Paulo, onde trabalhava como garçom.

Em seus relatos, Florestan contou as dificuldades vivenciadas pelas pessoas que considerava lumpen-proletários para conseguir até os mais simples empregos, grupo no qual se identificava: 
"Os preconceitos contra esse tipo gente atingiam tais proporções que, nem com o apoio de Clara Augusta Bresser, irmã de minha madrinha, jamais logrei outra espécie de emprego. O mínimo que se pensava, sobre aquele tipo de gente, é que éramos ladrões ou imprestáveis!...".
"A minha madrinha pediu à Clara Augusta Bresser, a irmã dela, que através do Morse, que era um dos fregueses do bar, que ele me arranjasse um lugar nas organizações dele. Ele foi dono da Drogaria Morse e depois um dos principais acionistas da Drogasil."
Contudo, Florestan considera que a diversidade das experiências de sua infância foram fundamentais para conhecer outras realidades, aprofundando seu olhar sobre a sociedade brasileira: "Aquilo que poucos da plebe conseguiam ter, a ideia do que era a outra vida, a vida dos ricos, dos poderosos – eu era capaz de perceber através de experiências concretas. Isso foi importante porque me levou a valorizar a instrução, a querer ler e estudar, a procurar uma ponte para não me conformar com aquela situação que eu ficava.”

### Formação
No ano de 1941, Florestan ingressou na Faculdade de Filosofia, Ciências e Letras da Universidade de São Paulo (FFCLH), instituto vinculado a Universidade de São Paulo (USP), formando-se no curso de Ciências sociais.
Iniciou sua carreira docente em 1945, como assistente do professor Fernando de Azevedo, na cadeira de Sociologia II. Na Escola Livre de Sociologia e Política, obteve o seu título de mestre com a dissertação "A organização social dos Tupinambá". No ano de 1951 defendeu, na Faculdade de Filosofia, Letras e Ciências Humanas da USP, a tese de doutoramento "A função social da guerra na sociedade tupinambá", posteriormente consagrado como clássico da etnologia brasileira, que explora o método funcionalista.
Uma linha de trabalho característica de Florestan na década de 1950 foi o estudo das perspectivas teórico-metodológicas da sociologia. Seus ensaios mais importantes acerca da fundamentação da sociologia como ciência foram, posteriormente, reunidos no livro "Fundamentos empíricos da explicação sociológica". Seu comprometimento intelectual com o desenvolvimento da ciência no Brasil, entendido como requisito básico para a inserção do país na civilização moderna, científica e tecnológica, situa sua atuação na Campanha de Defesa da Escola Pública, em prol do ensino público, laico e gratuito enquanto direito fundamental do cidadão do mundo moderno.
No ano de 1960, juntamente com outros intelectuais brasileiros, participa da criação da União Cultural Brasil-União Soviética, atual União cultural pela amizade dos povos.

### Carreira

Florestan Fernandes em conferência no Museu de Belas Artes (1964)

Durante o período de 1954 e 1964, foi regente da cátedra, livre docente e professor titular na cadeira de Sociologia, substituindo o sociólogo e professor francês Roger Bastide em caráter interino até 1964, ano em que se efetivou na cátedra, com a tese "A integração do negro na sociedade de classes". Como o título da obra permite entrever, o período caracteriza-se pelo estudo da inserção da sociedade nacional na civilização moderna, em um programa de pesquisa voltado para o desenvolvimento de uma sociologia brasileira.
Nesse âmbito, orientou dezenas de dissertações e teses acerca dos processos de industrialização e mudança social no país e teorizou os dilemas do subdesenvolvimento capitalista. Inicialmente no bojo dos debates em torno das reformas de base e, posteriormente, após o golpe de Estado, nos termos da reforma universitária coordenada pelos militares, produziu diagnósticos substanciais sobre a situação educacional e a questão da universidade pública, identificando os obstáculos históricos e sociais ao desenvolvimento da ciência e da cultura na sociedade brasileira inserida na periferia do capitalismo monopolista.
Aposentado compulsoriamente pela ditadura militar em 1969, foi Visiting Scholar na Universidade Columbia, professor titular na Universidade de Toronto e Visiting Professor na Universidade de Yale e, a partir de 1978, professor na Pontifícia Universidade Católica de São Paulo (PUC-SP).
No ano de 1975, veio a público a obra A revolução burguesa no Brasil, que renova radicalmente concepções tradicionais e contemporâneas da burguesia e do desenvolvimento do capitalismo no país, em uma análise tecida com diferentes perspectivas teóricas da sociologia, que faz dialogar problemas formulados em tom weberiano com interpretações alinhadas à dialética marxista. No início de 1979, retornou a Faculdade de Filosofia, Letras e Ciências Humanas, agora reformada, para um curso de férias sobre a experiência socialista em Cuba, a convite dos estudantes do Centro acadêmico de Ciências Sociais.
Em suas análises sobre o socialismo, apropriou-se de variadas perspectivas do marxismo clássico e moderno, forjando uma concepção teórico-prática que se diferencia a um só tempo do dogmatismo teórico e da prática de concessões da esquerda. Tendo colaborado com a Folha de S.Paulo desde a década de 1940, passou, em junho de 1989, a ter uma coluna semanal nesse jornal até o ano de 1995.

## Política
Foi um dos fundadores do Partido dos Trabalhadores, juntamente com outros intelectuais como Sérgio Buarque de Holanda, Mário Pedrosa e de Apolônio de Carvalho.
No ano de 1986, foi eleito deputado constituinte pelo PT, tendo atuação destacada em discussões nos debates sobre a educação pública e gratuita. Em 1990, foi reeleito para a Câmara Federal.

### Desempenho eleitoral
| Ano  | Cargo                         | Partido | Votos  | Resultado | Ref.   |
| ---- | ----------------------------- | ------- | ------ | --------- | ------ |
| 1986 | Deputado federal de São Paulo | PT      | 50 024 | Eleito    | [ 52 ] |
| 1990 | Deputado federal de São Paulo | PT      | 27 676 | Eleito    | [ 52 ] |

## Vida pessoal
Foi casado com Myriam Rodrigues Fernandes, de 1944 até a morte de Florestan no ano de 1995. O casal teve seis filhos: Heloisa, Noêmia, Beatriz, Silvia, Miriam Lúcia e Florestan Júnior.

## Morte
Em agosto de 1995, Florestan se submeteu a um transplante de fígado no Hospital das Clínicas de São Paulo. O transplante foi mal sucedido e ele morreu seis dias depois devido a uma embolia pulmonar. O médico Silvano Raia, responsável por chefiar a equipe que realizou o transplante, descreveu a morte do sociólogo como uma "fatalidade" e recebeu, posteriormente, uma "advertência confidencial" do Conselho Regional de Medicina de São Paulo, que entendeu que Raia infringiu dois artigos do Código de Ética Médica.

## Legado
O nome de Florestan Fernandes está obrigatoriamente associado à pesquisa sociológica no Brasil e na América Latina. Sociólogo e professor universitário, com mais de cinquenta obras publicadas, ele transformou o pensamento social no país e estabeleceu um novo estilo de investigação sociológica, marcado pelo rigor analítico e crítico, e um novo padrão de atuação intelectual.
O ex-presidente da República Fernando Henrique Cardoso, que foi orientado em seus trabalhos acadêmicos por Florestan, estabeleceu com ele forte relação afetiva, mantida até a morte do sociólogo.
A biblioteca da Faculdade de Filosofia, Letras e Ciências Humanas da Universidade de São Paulo recebeu o nome de Biblioteca Florestan Fernandes.
O teatro do campus-sede da Universidade Federal de São Carlos (UFSCar) leva o nome de Florestan Fernandes, e a biblioteca situada em frente a ele possui, em seu último andar, o acervo de livros que Florestan deixou em sua residência. Este acervo conta com clássicos da literatura mundial, obras fundamentais da sociologia, filosofia, política e antropologia, bem como diversos livros da produção literária e científica latino-americana. Parte do acervo está disponível para empréstimo.
Em Diadema, região do ABC Paulista, foi fundada em 1996, um ano após a sua morte, a Fundação Florestan Fernandes. Trata-se de um órgão sem fins lucrativos de regimento e estatuto interno. A escola tem como objetivo o ensino de alguns cursos profissionalizantes e grande foco nos jovens em busca das primeiras oportunidades de emprego.